# الحاكم بأمر الله الأول
أبو العباس أحمد بن حسن بن أبي بكر تولي الخلافة بعد المستنصر بالله الثاني حيث أرسل الملك الظاهر بيبرس في طلبه بعد المعركة التي قتل فيها المستنصر بالله الثاني علي يد التتار و(كان قد نجا من المعركة مع حوالي 50 رجل) وقد وصل إلى القاهرة في مارس 1262م واحتفل بيبرس بقدومه وأنزله البرج الكبير بقلعة الجبل وعقد له بيبرس مجلساً عاماً في نوفمبر 1262م حيث قرئ نسبه على الحاضرين بعدما ثبت ذلك عند قاضي القضاة في ذلك الوقت تاج الدين ابن بنت الأعز أثبت فيه نسبه وبايعه بالخلافة وأشركه معه في الدعاء في الخطبة على المنابر إلا أنه فرض علية الإقامة الجبرية إلى أن تولي الحكم الملك الأشرف فأسكنه بالكبش بخط الجامع الطولوني فكان يخطب أيام الجمعة في جامع القلعة ويصلي وحين تولي الملك حسام الدين لاجين أباح له حرية التصرف والتنقل حيث شاء وأركبه معه في الميادين.